# Diatraea crambidoides
Diatraea crambidoides là một loài bướm đêm trong họ Crambidae.